# Ian Munro Ross
Ian Munro Ross FREng (* 15. August 1927 in Southport; † 10. März 2013) war ein britischer Elektroingenieur. Er gilt als Pionier der Transistorentwicklung und war 12 Jahre Präsident der Bell Labs.

## Leben und Werk
Ross wurde in Southport, England, geboren und erhielt 1948 seinen Bachelor in Elektrotechnik vom Gonville and Caius College, Cambridge University. 1952 machte er seinen Master in Elektrotechnik und wurde später zum Ph.D. promoviert (ebenfalls Cambridge University).
Nach seiner Promotion wurde er 1952 von William Shockley angestellt, um in seiner Arbeitsgruppe bei den Bell Labs an Halbleitern zu arbeiten. Er fing in Murray Hill an, kurz nachdem John Bardeen und Walter Houser Brattain  die Arbeitsgruppe verlassen hatte. Die Aktivitäten von Shockleys Arbeitsgruppe beschränkte sich zu der Zeit nur auf die Verbesserung von Transistoren. Ross und G. C. Dacey waren maßgeblich an den frühen Phasen der Entwicklung des Feldeffekttransistors beteiligt. 1960 erfand Ross mit anderen Kollegen die epitaktische Abscheidung (Epitaxie) von Materialien. In Folge stieg er in Führungspositionen auf, bis er schließlich von 1979 bis 1991 als sechster Präsident der Bell Labs fungierte und deren Reorganisation nach der Auflösung des Bell-Systems beaufsichtigte.
Ross war Mitglied der National Academy of Engineering, National Academy of Sciences, American Academy of Arts and Sciences und Royal Academy of Engineering. Er war Fellow der American Association for the Advancement of Science und des Institute of Electrical and Electronics Engineers (IEEE).
Seine Arbeit wurde mit mehreren Auszeichnungen geehrt. Im Jahr 1963 erhielt er die IEEE Morris N. Liebmann Memorial Award „für seine Beträge zur Entwicklung des Epitaxialtransistors und anderer Halbleiterbauelemente“ (engl. „for contributions to the development of the epitaxial transistor and other semiconductor devices“). 1987 folgte die IRI Medal vom Industrial Research Institute als Anerkennung für seine Beiträge zur technologischen Führerschaft. 1988 erhielt er die IEEE Founders Medal "für die hervorragende Leitung der AT&T Bell Laboratories bei wegweisenden Innovationen in den Bereichen Telekommunikation und Informationsverarbeitung (engl. „for distinguished leadership of AT&T Bell Laboratories guiding innovation in telecommunications and information processing“). 2001 wurde er zudem mit dem Bueche Award geehrt (engl. „for his contributions to semiconductor development, his leadership of engineering for communications networks and the Apollo program, and his role in shaping national policies affecting the semiconductor industry“).

## Arbeiten (Auswahl)
- G. C. Dacey, I. M. Ross: Unipolar „Field-Effect“ Transistor. In: Proceedings of the IRE. Band 41, Nr. 8, August 1953, S. 970–979, doi:10.1109/JRPROC.1953.274285.
- J. L. Moll, I. M. Ross: The Dependence of Transistor Parameters on the Distribution of Base Layer Resistivity. In: Proceedings of the IRE. Band 44, Nr. 1, Januar 1956, S. 72–78, doi:10.1109/JRPROC.1956.274853.
- G. C. Dacey, I. M. Ross: The Field Effect Transistor. In: Bell System Technical Journal. Band 34, Nr. 6, 1955, S. 1149–1189, doi:10.1002/j.1538-7305.1955.tb03794.x.